# Literatura barroca no Brasil
A literatura barroca no Brasil foi introduzida pelos jesuitas, quando não havia uma produção cultural significante no país. Por isso, refletindo a literatura portuguesa, a produção literária nesse período não é reconhecida como genuinamente nacional, mas um estilo absorvido e resultante do período colonial.
Sua linguagem é rebuscada e ambígua. Caracteriza-se por utilizar largamente figuras de linguagem: metáfora; antítese; o paradoxo; e a sinestesia.

## Antecedentes
Nos séculos XVII e XVIII, ainda não havia no Brasil condições para o desenvolvimento de uma atividade literária propriamente dita. O imenso território era, na maior parte, livre da colonização portuguesa. A vida social brasileira girava em torno de alguns pequenos núcleos urbanos e a vida cultural praticamente não existia. As pessoas letradas que viviam nas mesmas cidades reuniam-se para conversar e mostrar, uns aos outros, os textos que eventualmente tivessem escrito (poesias, artigos, ensaios etc.). Só no século XIX começou a formar um sebo em público leitor que possibilitou a continuidade da produção literária.

## Surgimento
Em vista dessa precariedade cultural da sociedade brasileira, seria exagero falar em movimento barroco no Brasil. O que temos, na verdade, são alguns escritores que, bebendo em fontes estrangeiras (geralmente autores portugueses e espanhóis), produzem aqui textos com características barrocas. Desses escritores merecem destaque Gregório de Matos, por suas poesias, e o padre Antônio Vieira, por seus sermões. Além deles, temos Bento Teixeira (1561-1600), autor do poema Prosopopéia, de 1601, que costuma ser considerado o marco inicial do Barroco brasileiro; Manuel Botelho de Oliveira (1636-1711), autor do livro Música do Parnaso; e Frei Itaparica.

## Principais autores

### Gregório de Matos
Gregório de Matos (1633-1696) é o maior nome da poesia barroca brasileira. Não teve nenhum livro publicado em vida. Depois de sua morte, os manuscritos encontrados foram sendo publicados em diferentes coletâneas, sem nenhum rigor crítico. O que chamamos de obra poética de Gregório de Matos é, na verdade, fruto de pesquisas nessas coletâneas, o que ainda deixa dúvida sobre a autenticidade de muitos textos que lhe são atribuídos.
Suas poesias amorosas e religiosas, que revelam influência do barroco espanhol, despertaram inicialmente a atenção da crítica, mas hoje sua produção satírica, escrita em linguagem debochada e plena de termos de baixo calão, também vem sendo valorizada por representar um documento do ponto de vista sociológico e linguístico. Por suas críticas ferinas à sociedade baiana, Gregório de Matos recebeu o apelido de "Boca do Inferno".
"Esse povo maldito..."
[Fugindo da Bahia]
"(...)
Ausentei-me da Cidade
Porque esse Povo maldito
me pôs em guerra com todos
e aqui vivo em paz comigo.
Aqui os dias não me passam,
porque o tempo fugitivo,
por ver minha solidão,
pára em meio do caminho.
Graças a deus, que não vejo
neste tão doce retiro
hipócritas embusteiros
velhacos entremetidos.
Não me entram nesta palhoça
visitadores prolixos,
políticos enfadonhos,
cerimoniosos vadios.
(...)"

### Antônio Vieira
Antônio Vieira (1608-1697) escreveu muitos sermões, dentre os quais se destacam: Sermão da Sexagésima, em que discorre sobre a arte de pregar; Sermão de Santo António aos Peixes, em que trata da escravidão do indígena; Sermão do Mandato, em que fala do amor místico de Cristo; Sermão pelo bom sucesso das armas de Portugal contra as de Holanda, que proferiu por ocasião do cerco dos holandeses à cidade da Bahia.
Deixou ainda uma grande quantidade de cartas, que são documentos importantes para o estudo da época em que viveu, e as obras História do futuro e Esperanças de Portugal, de cunho sebastianista, publicadas postumamente.

### Outros autores
- Bento Teixeira Pinto
- Frei Manuel de Santa Maria Itaparica
- Ambrósio Fernandes Brandão